# Prešernova nagrada mesta Ljubljane
Prešernove literarne nagrade mesta Ljubljane (tudi literarna nagrada mesta Ljubljane) so bile ustanovljene na občnski seji 7. julija 1938 "za spodbudo in za podporo slovenskim pisateljem in pesnikom, predvsem onim, ki stanujejo v Ljubljani".
- 1939: Žirija: dr. Fr. Stele kot predsednik, prof. Silvo Kranjc, insp. Josip Wester, Božidar Borko kot podpredsednik in zastopnik Društva slovenskih književnikov, in Josip Vidmar kot zastopnik Penkluba.  Nagrade: Miško Kranjec za roman Kapitanovi, dr. Alojzij Gradnik za zbirko pesmi Večni studenci in dr. Stanko Cajnkar za dramo Potopljeni svet. Vsak je prejel nagrado clin 4500 din.[1]
- 1940 "[L]iterarno razsodišče pod predsedstvom obč. svetnika g. insp. Josipa Westra. V razsodišču so bili še tile gg.: univ. prof. dr. France Stele in inšp. Silvo Kranjec kot zastopnika mestne občine, dramaturg Josip Vidmar kot zastopnik PEN kluba in Božidar Borko kot zastopnik Društva slovenskih književnikov. Žirija je sklenila, da razdeli nagrado, ki znaša nominalno 15.000 din (dejansko je nekoliko nižja) na dva dela in sicer prejme prvi del pesnik dr. Igo Gruden za zbirko Dvanajsta ura, drugi del pa pripovednik Prežihov Voranc za roman Požganica. Jutro 8. 2. 1940
- 1941 Severin Šali za pesmi Slap tišine, Juš Kozak za Maske, Prežihov Voranc za Doberdob, Miško Kranjec za Povest o dobrih ljudeh in Janez Jalen za Previse. Slovenski dom 8. 2. 1941[2]
- 1942: 1. Stanko Kociper: Goričanec,[3]; 2. Joža Likovič: Svetinje nad Barjem;  3. Jože Krivec: Dom med goricami; 4. Janko Kač: Na novinah; 5. Mira Puc: Tiha voda; Jože Tomažič: Pohorske pravljice[4]
- 1943:  1. Janez Jalen (trilogija Bobri), 2. Jože Dular (roman Krka umira), 3. Ivan Matičič (povest Petrinka), 4. Severin Šali (pesniška zbirka Srečavanja s smrtjo) in 5. Zorko Simčič (roman Prebujenje). Podelitev je bila 7. 2. 1944. Žirija: predsednik dr. Janko Pretnar, načelnik kulturnega oddelka, Božidar Borko, Pavel Karlin, Janko Moder, Tine Debeljak.[5]